# Rodgers-Gesangs-Duett
Das Rodgers-Gesangs-Duett, auch bekannt als Rodgers-Duo, war eine deutsche Schlager- und Schlagerjazz-Band bestehend aus Karl Golgowsky und Rudi Stemmler, die in den 1950er-Jahren aktiv war. Ihre Single Sei zufrieden erschien 1956 und wurde ein Nummer-eins-Hit in Deutschland, sie führte die Singlecharts im Januar 1957 an.

## Diskografie
| Jahr | Titel Album                              | Höchstplatzierung, Gesamtwochen, AuszeichnungChartsChartplatzierungen (Jahr, Titel, Album, Platzierungen, Wochen, Auszeichnungen, Anmerkungen) | Anmerkungen |
| Jahr | Titel Album                              | DE | Anmerkungen |
| ---- | ---------------------------------------- | --- | --- |
| 1954 | Das alte Försterhaus                     | DE3 (36 Wo.)DE | B-Seite: Kathrein Rodgers-Duo mit Sigi Stenford und seinen Solisten 7", Single und 10", Shellac; Telefunken U 45 571 |
| 1955 | Der alte Schäfer                         | DE20 (4 Wo.)DE | B-Seite: Singe dein Lied, kleine Lerche Rodgers-Duo mit Chor und Orchester Shellac, 10"                              |
| 1956 | Sei zufrieden                            | DE1 (32 Wo.)DE | B-Seite: Ich glaub’, die Welt dreht sich verkehrt 7", Single; Odeon                                                  |
| 1956 | Ich glaub’, die Welt dreht sich verkehrt | DE26 (4 Wo.)DE | B-Seite von Sei zufrieden                                                                                            |
| 1958 | Fernweh                                  | DE18 (8 Wo.)DE | B-Seite: Die Schwarze Rose Von Oran 7", Single; Decca                                                                |
| 1958 | Die Schwarze Rose Von Oran               | DE22 (8 Wo.)DE | B-Seite von Fernweh                                                                                                  |

Weitere Singles
- 1952: Anhalter-Liesel / Das Ist Noch Viel Zu Wenig! (Shellac, 10"; Odeon)
- 1957: Rodgers-Duo / Geschwister Kornberger & Will Glahé Und Sein Orchester: Ein Mutterherz / Dreimal Blühten Die Rosen (7", Single; Decca)
- 1962: Rodgers-Duo Rudo Bohn und sein Orchester "Der treue Hund" / "Der alte Clown" (7", Single, Decca D 19234)
- Du Mein Vaterhaus / Meinetwegen Sollst Du Niemals Weinen (7", Single; Decca)
- Golgowsky-Quartett, Rodgers-Duo, Will Glahé Und Sein Orchester: Ein Haus Am Wiesenrain / Du Liebes Mädel Vom Schwarzwäldertal (7", Single; Decca)
- Rodgers-Duo, Rudi Bohn und sein Orchester: Der Bettler Und Sein Hund / Der Alte Puppenspieler (7", Single; Decca)
- Luise, Luise / Ein Zimmermann Muß Wandern (7", Single; Telefunken)